# Souleymane Ndéné Ndiaye
Pour les articles homonymes, voir Ndiaye.
Souleymane Ndéné Ndiaye (), (né le 6 août 1958 à Kaolack) est un homme d'État sénégalais, président du parti union nationale pour le peuple (UNP), plusieurs fois ministre et Premier ministre du 30 avril 2009 au 29 mars 2012.

## Biographie
Souleymane Ndéné Ndiaye est né un mois avant le référendum de 1958 qui marque l'éclatement de l'Afrique-Occidentale française.  
Il est titulaire d’un DEUG en sciences économiques et d’une maîtrise en droit privé (Option Affaires), ainsi que du certificat d’aptitude à la profession d’avocat. 

## Carrière politique
Il a été porte-parole du président Abdoulaye Wade, ministre, conseiller spécial du président de la République, puis ministre de la Fonction publique, du Travail, de l’Emploi et des Organisations professionnelles ; ministre d’État, directeur de Cabinet du président de la République, ministre de l’Environnement et de la Protection de la nature, avant d'être nommé ministre de l'Économie maritime. 
Le 30 avril 2009 il est nommé Premier ministre, succédant à Cheikh Hadjibou Soumaré démissionnaire.
À la suite de la victoire de Macky Sall à l'élection présidentielle des 26 février et 25 mars 2012, il présente la démission de son gouvernement au dernier conseil des ministres du président sortant Abdoulaye Wade le 29 mars 2012.
Souleymane Ndéné Ndiaye a été également maire de Guinguineo et premier vice-président du Conseil régional de Fatick
Il quitte le PDS en 2015 et décide, de fonder son propre parti politique avec deux de ses anciens collaborateurs, le sociologue Kaly Niang et le spécialiste en communication Souleymane Ly, le 28 mai 2016: l'Union nationale pour le Peuple ( UNP/ Bokk Jëmù). Il a déclaré qu'il ressentait le besoin de poursuivre son propre « destin politique » en quittant le PDS et qu'il "voulait offrir aux Sénégalais une nouvelle vision de la politique".
il est actuellement le président du conseil d'administration (PCA) d'Air Sénégal S.A.